# Circonscriptions catholiques françaises en 1748
Cette liste indique la situation des diocèses et archidiocèses français en 1748. Pour avoir une liste plus précise des sièges épiscopaux français, on se reportera à la page Liste des diocèses de France sous l'Ancien Régime. Pour la répartition actuelle, on se reportera à l'article sur les circonscriptions catholiques françaises depuis 2002.
Organisation territoriale de l'Église de France en 1748, incluant des diocèses qui ne faisaient pas partie du territoire français à l'époque.
Le clergé du royaume se divisait en clergé de France et clergé étranger. Le clergé de France comprenait les provinces ecclésiastiques faisant partie du royaume en 1561, ayant pris part du contrat de Poissy et représentées aux assemblées du clergé ; le clergé étranger, les provinces ecclésiastiques réunies après 1561 : Artois, Flandre, Hainaut, Alsace, Lorraine, Franche-Comté, Roussillon et Corse. Par exception, le Béarn et la Navarre faisaient partie du clergé de France et prenaient part aux assemblées du clergé.

## Évêchés réputés français ou clergé de France

### Aix
La province ecclésiastique d'Aix était réputée correspondre à la Narbonnaise seconde (provincia narbonensis secunda). 
- Archidiocèse d'Aix-en-Provence (voir aussi la liste des archevêques d'Aix-en-Provence)
  - Diocèse d'Apt (voir aussi la liste des évêques d'Apt)
  - Diocèse de Fréjus (voir aussi la liste des évêques de Fréjus)
  - Diocèse de Gap (voir aussi la liste des évêques de Gap)
  - Diocèse de Riez (voir aussi la liste des évêques de Riez)
  - Diocèse de Sisteron (voir aussi la liste des évêques de Sisteron)

L'archevêque d'Aix était « président-né » des États de Provence.
L'évêque d'Apt était prince ; celui de Gap, comte.

### Albi
La province ecclésiastique d'Albi fut créée en 1676, par partition de celle de Bourges.
Plusieurs de ses diocèses, dont l'ancien diocèse d'Albi, semblent avoir été auparavant dépendants de l'archevêché de Bourges.
- Archidiocèse d'Albi (voir aussi la liste des évêques et archevêques d'Albi)
  - Diocèse de Cahors (voir aussi la liste des évêques de Cahors)
  - Diocèse de Castres (voir aussi la liste des évêques de Castres), créé en 1318, par le pape Jean XXII, par partition de celui d'Albi
  - Diocèse de Mende (voir aussi la liste des évêques de Mende)
  - Diocèse de Rodez (voir aussi la liste des évêques de Rodez)
  - Diocèse de Vabres (voir aussi la liste des évêques de Vabres), créé en 1318, par le pape Jean XXII, par partition de celui de Rodez

L'évêque de Cahors était baron et comte ; ceux de Mende, Rodez et Vabres, comtes.

### Arles
Si la date de la fondation de l'archidiocèse d'Arles est inconnue, sa création remonte toutefois au tout début de l'implantation de l'Église en Gaule. Ainsi une légende raconte que vers 220-240, saint Trophime aurait été le premier prélat de la cité. Plus probant, une correspondance papale de 254 mentionne l'évêque Marcianus, ce qui en fait à ce jour le premier évêque d'Arles.
En 794, au concile de Francfort, l'archidiocèse d'Arles est démembré une première fois : il est éclaté en trois, les diocèses d'Embrun et d'Aix devenant indépendants. À la fin du Moyen Âge, à la mort de l'archevêque d'Arles Philippe de Lévis (1475), le pape Sixte IV réduit une seconde fois l'archidiocèse d'Arles : il détache le diocèse d'Avignon de la province d'Arles.
Cet archevêché disparaît à la Révolution. Le 12 juillet 1790, l'Assemblée nationale décide en effet d'abolir le siège archiépiscopal d'Arles ainsi que son chapitre. Deux ans plus tard, en septembre 1792, le dernier archevêque d'Arles, Jean Marie du Lau est exécuté aux Carmes (Paris).
Finalement, cet archevêché est rattaché à celui d'Aix en 1801.
- Archidiocèse d'Arles (voir aussi la liste des archevêques d'Arles)
  - Diocèse de Marseille (voir aussi la liste des évêques de Marseille)
  - Diocèse d'Orange (voir aussi la liste des évêques d'Orange)
  - Diocèse de Saint-Paul-Trois-Châteaux (voir aussi la liste des évêques de Saint-Paul-Trois-Châteaux)
  - Diocèse de Toulon (voir aussi la liste des évêques de Toulon)

### Auch
La province ecclésiastique d'Auch était réputée correspondre à l'Aquitaine troisième ou Novempopulanie (provincia novempopulana), province présidiale créée à partir de la partie méridionale de l'Aquitaine ou Aquitaine proprement dite.
Elle recouvrait le Béarn et le Pays-basque français (Basse-Navarre, Labourd et Soule) ainsi que la majeure partie de la Gascogne.
- Archidiocèse d'Auch (voir aussi la liste des archevêques d'Auch)
  - Diocèse d'Aire (voir aussi la liste des évêques d'Aire)
  - Diocèse de Bayonne (voir aussi la liste des évêques de Bayonne)
  - Diocèse de Bazas (voir aussi la liste des évêques de Bazas)
  - Diocèse de Comminges (voir aussi la liste des évêques de Comminges)
  - Diocèse de Couserans (voir aussi la liste des évêques de Couserans)
  - Diocèse de Dax (voir aussi la liste des évêques de Dax)
  - Diocèse de Lectoure (voir aussi la liste des évêques de Lectoure)
  - Diocèse de Lescar (voir aussi la liste des évêques de Lescar)
  - Diocèse d'Oloron (voir aussi la liste des évêques d'Oloron)
  - Diocèse de Tarbes (voir aussi la liste des évêques de Tarbes)

L'archevêque d'Auch était « primat de Novempopulanie et du royaume de Navarre ».
Les évêques de Bayonne et de Dax étaient « membres nés et nécessaires des États généraux du royaume de Navarre ».
L'évêque de Lescar était « premier-baron » de Béarn et « président-né » des États de Béarn, tandis que l'évêque d'Oloron en était « membre né ».

### Bordeaux
La province ecclésiastique de Bordeaux était réputée correspondre à l'Aquitaine seconde (provincia aquitanica secunda), province présidiale créée par l'empereur Valentinien Ier, à partir de la partie occidentale de l'Aquitaine.
- Archidiocèse de Bordeaux (voir aussi la liste des archevêques de Bordeaux)
  - Diocèse d'Agen (voir aussi la liste des évêques d'Agen)
  - Diocèse d'Angoulême (voir aussi la liste des évêques d'Angoulême)
  - Diocèse de Condom (voir aussi la liste des évêques de Condom), créé par partition de celui d'Agen
  - Diocèse de Luçon (voir aussi la liste des évêques de Luçon), créé par partition de celui de Poitiers
  - Diocèse de Périgueux (voir aussi la liste des évêques de Périgueux)
  - Diocèse de Poitiers (voir aussi liste des évêques de Poitiers)
  - Diocèse de la Rochelle (voir aussi la liste des évêques de La Rochelle), créé à partir de ceux de Saintes (Aunis et île de Ré) et de Poitiers, dont le siège était, jusqu'en 1648, à Maillezais
  - Diocèse de Saintes (voir aussi la liste des évêques de Saintes)
  - Diocèse de Sarlat (voir aussi la liste des évêques de Sarlat), créé par partition de celui de Périgueux

L'ancien diocèse de Maillezais (voir aussi liste des évêques de Maillezais), a d'abord eu son siège dans l'abbaye de Maillezais de 1317 à 1648, puis a été transféré à La Rochelle. Ce diocèse s'étendait jusque dans les Mauges (en Anjou).
L'évêque d'Agen était comte ; celui de Luçon, baron.

### Bourges
La province ecclésiastique de Bourges était réputée correspondre à l'Aquitaine première (provincia aquitanica prima), créée par l'empereur Valentinien Ier à partir de la partie orientale de l'Aquitaine.
- Archidiocèse de Bourges (voir aussi la liste des archevêques de Bourges)
  - Diocèse de Clermont aujourd'hui Clermont-Ferrand (Voir aussi la liste des évêques de Clermont)
  - Diocèse de Limoges (voir aussi la liste des évêques de Limoges)
  - Diocèse de Saint-Flour (voir aussi la liste des évêques de Saint-Flour), créé en 1318, par le pape Jean XXII, par partition de celui de Clermont
  - Diocèse de Tulle (voir aussi la liste des évêques de Tulle), créé en 1318, par le pape Jean XXII, par partition de celui de Limoges

### Embrun
La province ecclésiastique d'Embrun était réputée correspondre aux Alpes-Maritimes (provincia alpium maritimarum).
- Archidiocèse d'Embrun (voir aussi la liste des évêques et archevêques d'Embrun)
  - Diocèse de Digne (voir aussi la liste des évêques de Digne)
  - Diocèse de Glandèves (voir aussi la liste des évêques de Glandèves)
  - Diocèse de Senez (voir aussi la liste des évêques de Senez)
  - Diocèse de Vence (voir aussi la liste des évêques de Vence)
  - Diocèse d'Antibes puis de Grasse (voir aussi la liste des évêques d'Antibes puis de Grasse)

L'archevêque d'Embrun était prince.

### Lyon
La province ecclésiastique de Lyon était réputée correspondre à la Lyonnaise première (provincia lugdunensis prima), province consulaire.
- Archidiocèse de Lyon (voir aussi la liste des archevêques de Lyon)
  - Diocèse d'Autun (voir aussi la liste des évêques d'Autun)
  - Diocèse de Chalon-sur-Saône (voir aussi la liste des évêques de Chalon-sur-Saône)
  - Diocèse de Dijon (episcopatus divionensis), créé en 1731, par partition du diocèse de Langres (voir aussi la liste des évêques de Dijon)
  - Diocèse de Langres (voir aussi la liste des évêques de Langres)
  - Diocèse de Mâcon (voir aussi la liste des évêques de Mâcon)
  - Diocèse de Saint-Claude (episcopatus condatensis), créé en 1742, par le pape Benoît XIV (voir aussi la liste des évêques de Saint-Claude)

L'archevêque de Lyon était primat des Gaules ; l'évêque de Langres, duc et pair ; celui d'Autun était « président-né » des États de Bourgogne ; ceux de Chalon et Mâcon, comtes.

### Narbonne
La province ecclésiastique de Narbonne était réputée correspondre à la Narbonnaise première (provincia narbonensis prima).
Jusqu'en 1317, date de la création de la province ecclésiastique de Toulouse par le pape Jean XXII, l'évêché de Toulouse était suffragant de l'archevêché de Narbonne.
- Archidiocèse de Narbonne (voir aussi la liste des archevêques de Narbonne)
  - Diocèse d'Agde (voir aussi la liste des évêques d'Agde)
  - Diocèse d'Alais, érigé en 1692, aujourd'hui Alès (voir aussi la liste des évêques d'Alais)
  - Diocèse d'Alet (voir aussi la liste des évêques d'Alet)
  - Diocèse de Béziers (voir aussi la liste des évêques de Béziers)
  - Diocèse de Carcassonne (voir aussi la liste des évêques de Carcassonne)
  - Diocèse de Lodève (voir aussi la liste des évêques de Lodève)
  - Diocèse de Montpellier, anciennement diocèse de Maguelone (voir aussi la liste des évêques de Maguelone et la liste des évêques puis archevêques de Montpellier)
  - Diocèse de Nîmes (voir aussi la liste des évêques de Nîmes)
  - Diocèse de Perpignan, ancien siège à Elne (voir aussi la liste des évêques d'Elne et la liste des évêques de Perpignan)
  - Diocèse de Saint-Pons-de-Thomières, érigé en 1382 (voir aussi la liste des évêques de Saint-Pons de Thomières)
  - Diocèse d'Uzès (voir aussi la liste des évêques d'Uzès)

L'archevêque de Narbonne était « président-né » des États de Languedoc ; les évêques d'Agde et d'Alet, comtes ; celui de Lodève, comte de Montbron ; celui de Montpellier, comte de Melguel.
Le diocèse de Perpignan faisait partie du clergé étranger.

### Paris
La province ecclésiastique de Paris (Provincia parisiensis) fut créée en 1622, par le pape Grégoire XV, par partition de la province ecclésiastique de Sens.
- Archidiocèse de Paris, auparavant diocèse de Paris (voir aussi la liste des évêques puis archevêques de Paris)
  - Diocèse de Blois, érigé en 1693 (auparavant parties des évêchés d'Orléans et de Chartres) (voir aussi la liste des évêques de Blois)
  - Diocèse de Chartres (voir aussi la liste des évêques de Chartres)
  - Diocèse de Meaux (voir aussi la liste des évêques de Meaux)
  - Diocèse d'Orléans (voir aussi la liste des évêques d'Orléans)

L'archevêque de Paris était duc de Saint-Cloud et pair de France.

### Reims
La province ecclésiastique de Reims était réputée correspondre à la Belgique seconde (provincia belgica secunda).
- Archidiocèse de Reims (voir aussi la liste des archevêques de Reims)
  - Diocèse d'Amiens (voir aussi la liste des évêques d'Amiens)
  - Diocèse de Beauvais (voir aussi la liste des évêques de Beauvais)
  - Diocèse de Boulogne (voir aussi la liste des évêques de Boulogne)
  - Diocèse de Châlons-en-Champagne (voir aussi la liste des évêques de Châlons (en Champagne))
  - Diocèse de Laon (voir aussi la liste des évêques de Laon)
  - Diocèse de Noyon (voir aussi la liste des évêques de Noyon)
  - Diocèse de Senlis (voir aussi la liste des évêques de Senlis)
  - Diocèse de Soissons (voir aussi la liste des évêques de Soissons)

L'archevêque de Reims était duc et pair, primat de Gaule belgique et légat-né du Saint-Siège.
L'évêque de Laon était duc et pair ; ceux de Beauvais, Noyon et Châlons, comtes et pairs ; celui de Beauvais était, en outre, châtelain de Beauvais.

### Rouen
La province ecclésiastique de Rouen était réputée correspondre à la Lyonnaise seconde (provincia lugdunensis secunda), province présidiale.
- Archidiocèse de Rouen (voir aussi Province ecclésiastique de Rouen, la liste des archevêques de Rouen et le titre de primat de Normandie)
  - Diocèse d'Avranches (voir aussi la liste des évêques d'Avranches)
  - Diocèse de Bayeux (voir aussi la liste des évêques de Bayeux)
  - Diocèse de Coutances (voir aussi la liste des évêques de Coutances)
  - Diocèse d'Évreux (voir aussi la liste des évêques d'Évreux)
  - Diocèse de Lisieux (voir aussi la liste des évêques de Lisieux)
  - Diocèse de Sées ou Séez (voir aussi la liste des évêques de Sées)

L'archevêque de Rouen était primat de Normandie ; l'évêque de Lisieux, comte.

### Sens
La province ecclésiastique de Sens était réputée correspondre à la Lyonnaise quatrième (provincia lugdunensis quarta) ou Sénonie, province présidiale créée par l'empereur Gratien à partir de la partie occidentale de la Lyonnaise première.
Jusqu'en 1622, les évêchés de Paris, Orléans, Chartres et Meaux étaient suffragants de l'archevêché de Sens
- Archidiocèse de Sens (voir aussi la liste des archevêques de Sens)
  - Diocèse d'Auxerre (voir aussi la liste des évêques d'Auxerre)
  - Diocèse de Nevers (voir aussi la liste des évêques de Nevers)
  - Diocèse de Troyes (voir aussi la liste des évêques de Troyes)

### Toulouse
La province ecclésiastique de Toulouse fut créée en 1317, par partition de celle de Narbonne. 
- Archidiocèse de Toulouse (voir aussi la liste des évêques et archevêques de Toulouse)
  - Diocèse de Lavaur (voir aussi la liste des évêques de Lavaur)
  - Diocèse de Lombez (voir aussi la liste des évêques de Lombez)
  - Diocèse de Montauban (voir aussi la liste des évêques de Montauban)
  - Diocèse de Mirepoix (voir aussi la liste des évêques de Mirepoix)
  - Diocèse de Pamiers (voir aussi la liste des évêques de Pamiers)
  - Diocèse de Rieux (voir aussi la liste des évêques de Rieux)
  - Diocèse de Saint-Papoul (voir aussi la liste des évêques de Saint-Papoul)

L'évêque de Pamiers était président des États de Foix.

### Tours
La province ecclésiastique de Tours était réputée correspondre à la Lyonnaise troisième (provincia lugdunensis tertia), province présidiale créée par l'empereur Gratien à partir de la portion sud-ouest de la Lyonnaise seconde.
- Archidiocèse de Tours (voir aussi la liste des archevêques de Tours)
  - Diocèse d'Angers (voir aussi la liste des évêques d'Angers)
  - Diocèse du Mans (voir aussi la liste des évêques du Mans)
  - Diocèse de Dol-de-Bretagne (à l'époque du roi Nominoé, les Bretons l'ont tenu pour leur archevêché) (voir aussi la liste des archevêques et évêques de Dol)
  - Diocèse de Nantes (voir aussi la liste des évêques de Nantes)
  - Diocèse de Cornouaille ou diocèse de Quimper-Corentin (voir aussi la liste des évêques de Cornouaille)
  - Diocèse de Rennes (voir aussi la liste des archevêques de Rennes)
  - Diocèse de Saint-Brieuc (voir aussi la liste des évêques de Saint-Brieuc)
  - Diocèse de Saint-Malo anciennement diocèse d'Aleth (voir aussi la liste des évêques de Saint-Malo)
  - Diocèse de Saint-Pol-de-Léon (voir aussi la liste des évêques de Léon)
  - Diocèse de Tréguier (voir aussi la liste des évêques de Tréguier)
  - Diocèse de Vannes (voir aussi la liste des évêques de Vannes)

L'évêque de Saint-Pol-de-Léon était comte.

### Vienne
La province ecclésiastique de Vienne était réputée correspondre à la Viennoise (provincia viennensis).
- Archidiocèse de Vienne (France) (voir aussi la liste des archevêques de Vienne (Isère))
  - Diocèse de Die (voir aussi la liste des évêques de Die)
  - Diocèse de Grenoble (voir aussi la liste des évêques de Grenoble)
  - Diocèse de Valence (voir aussi la liste des évêques de Valence (France))
  - Diocèse de Viviers (voir aussi la liste des évêques de Viviers)

L'évêque de Grenoble était prince ; ceux de Die et Valence, comtes ; celui de Viviers, comte et prince de Donzère.

## Clergé étranger

### Besançon
La province ecclésiastique de Besançon était réputée correspondre à la Séquanaise (provincia maxima sequanorum).
- Archidiocèse de Besançon (voir aussi la liste des archevêques de Besançon)
  - Diocèse de Belley (voir aussi la liste des évêques de Belley)

L'archevêque de Besançon et l'évêque de Belley étaient princes.

### Cambrai
La province ecclésiastique de Cambrai fut créée en 1559, par le pape Paul IV, par partition de celle de Reims.
Archidiocèse érigé en 1560. Arras, Thérouanne et Tournai ont été auparavant suffragants de l'archidiocèse de Reims. L'évêque saint Waast a en effet été envoyé par saint Rémi de Reims pour redresser l'évêché d'Arras.
- Archidiocèse de Cambrai, anciennement diocèse de Cambrai (voir aussi la liste des évêques de Cambrai)
  - Diocèse d'Arras (voir aussi la liste des évêques d'Arras)
  - Diocèse de Saint-Omer (voir aussi la liste des évêques de Saint-Omer, anciennement diocèse de Thérouanne)
  - Diocèse de Tournai (à cheval sur la France et les Pays-Bas autrichiens, voir aussi la liste des évêques de Tournai)
  - Diocèse d'Ypres (à cheval sur la France et les Pays-Bas autrichiens, voir aussi la liste des évêques d'Ypres)

### Évêchés français suffragants d'archevêques extérieurs au royaume de France
- Évêchés dépendant directement du pape :
  - Diocèse de Québec, d'abord érigé en vicariat apostolique, Québec devient un siège épiscopal en 1674. Son diocèse comprenait tous les territoires d'Amérique du Nord sur lesquels la France avait des droits ou prétentions.[1]
  - Diocèse du Puy (voir aussi la liste des évêques du Puy-en-Velay)
  - Diocèse de Bethléem, sis près de Clamecy (1224-1790), dont l'archidiaconé de Bethléem a repris le nom en 1849. Il s'agissait du plus petit diocèse situé en France (voir aussi la liste des évêques de Bethléem).

- La province des Trois-Évêchés dépendait de l'archevêché de Trêves :
  - Diocèse de Metz (voir aussi la liste des évêques de Metz)
  - Diocèse de Toul, devenu diocèse de Nancy-Toul en 1777 (voir aussi la liste des évêques de Toul et la liste des évêques de Nancy) et le diocèse de Saint-Dié, également créé en 1777 (voir aussi la liste des évêques de Saint-Dié) à partir de la portion méridionale du diocèse de Toul.
  - Diocèse de Verdun (voir aussi la liste des évêques de Verdun)

L'évêque de Metz était prince ; ceux de Toul et Verdun, comtes.
- Évêché dépendant de l'archevêché de Mayence :
  - Diocèse de Strasbourg (voir aussi la liste des évêques de Strasbourg)

L'évêque de Strasbourg était prince.

### Île de Corse
- Évêchés corses dépendant de l'archevêché de Gênes :
  - Diocèse de Mariana (cathédrale près de l'aéroport de Bastia) (voir aussi la liste des évêques de Mariana)
  - Diocèse de Nebbio (cathédrale à Saint-Florent) (voir aussi la liste de évêques de Nebbio)

- Évêchés corses dépendant de l'archevêché de Pise :
  - Diocèse d'Aléria (voir aussi la liste des évêques d'Aléria)
  - Diocèse d'Ajaccio (voir aussi la liste des évêques d'Ajaccio)
  - Diocèse de Sagone (voir aussi la liste des évêques de Sagone) (évêque autorisé à résider à Calvi "jusqu'à la reconstruction de la ville" qui ne s'est jamais faite)

L'archevêque de Pise est "Primat de Corse et de Sardaigne". Dans l'Antiquité et la première moitié du Moyen Âge, c'était l'évêque de Rome qui était archevêque pour la Corse.

## Évêchés extérieurs à la France en 1789

### Avignon et Comtat Venaissin
- Archidiocèse d'Avignon (voir aussi la liste des évêques et archevêques d'Avignon) : l'archidiocèse d'Avignon était hors du royaume de France. À la mort de l'archevêque d'Arles Philippe de Lévis (1475), le pape Sixte IV réduit l'archidiocèse d'Arles : il détache le diocèse d'Avignon de la province d'Arles, l'érige en archevêché et lui attribue comme suffragants les évêchés comtadins de Carpentras, Cavaillon et Vaison.
  - Diocèse de Carpentras (voir aussi la liste des évêques de Carpentras)
  - Diocèse de Cavaillon (voir aussi la liste des évêques de Cavaillon)
  - Diocèse de Vaison (voir aussi la liste des évêques de Vaison)

### Duché de Savoie
- Diocèse de Tarentaise (794-1793), puis de Chambéry depuis 1966. L'archevêque de Tarentaise est comte, titre auquel il renonce en 1769 et devient prince de Conflans et de saint Sigismond (Liste des évêques et archevêques de Tarentaise)
- Diocèse de Maurienne, suffragant de l'archevêché de Vienne jusqu'en 1475 (ou 878), puis de Tarentaise, depuis 1966 à celui de Chambéry (liste des évêques de Maurienne)
- Diocèse de Chambéry, fondé qu'en 1779, devenu archevêché en 1817 (voir aussi la liste des évêques de Chambéry)
- Diocèse de Genève-Annecy (diocèse d'Annecy, Liste des évêques d'Annecy), fondé en 1569, à la suite du passage à la Réforme de Genève jusque-là siège de l'évêché de Genève, vers 379-1821-22 (liste des évêques de Genève)

## Évêchés étrangers suffragants d'archevêques français
Tout ou partie de ces diocèses s'étendait sur des territoires actuellement français.
- Diocèse d'Helvétie suffragant de l'archidiocèse de Lyon jusqu'en 600, puis de l'archidiocèse de Besançon, devenu alors diocèse de Lausanne, jusqu'en 1801 (voir aussi la liste des évêques de Lausanne)
- Diocèse de Bâle suffragant de l'archidiocèse de Besançon (voir aussi la liste des évêques de Bâle)
- Diocèse de Nice suffragant de l'archidiocèse d'Embrun (voir aussi la liste des évêques de Nice)

L'évêque de Bâle, comme celui de Lausanne, étaient princes et celui de Nice était comte de Drap.

## Sources
- Armand Jean, Les évêques et les archevêques de France depuis 1682 jusqu'à 1801, Paris et Mamers, 1891 .
- (en) Joseph Bergin Crown, Church, and Episcopate Under Louis XIV Yale University Press 2004  (ISBN 0300103565).
- (en) Joseph Bergin The Making of French Episcopate (1589-1661) Yale University Press 1996  (ISBN 978-0300067514).